# Neoscortechinia philippinensis
Neoscortechinia philippinensis là một loài thực vật có hoa trong họ Đại kích. Loài này được (Merr.) Welzen mô tả khoa học đầu tiên năm 1994.